# Gillian Jacobs
Gillian MacLaren Jacobs (Pittsburgh, Pensilvania; 19 de octubre de 1982) es una actriz estadounidense. Es más conocida por sus papeles como Britta Perry en la serie de la NBC Community, como Mickey Dobbs en la comedia de Netflix Love y como C. Berman en una de las películas de la trilogía de Netflix: Fear Street (la calle del terror).

## Primeros años
Jacobs nació en Pittsburgh, Pensilvania. Es hija de Martina Magenau Jacobs, directora de relaciones de alumnado en el Heinz College, perteneciente a la Universidad Carnegie Mellon, y de William F. Jacobs Jr., un banquero de inversiones. Creció en el Municipio de Mt. Lebanon, en Pensilvania. Tiene ascendencia francesa, alemana, irlandesa y escocesa.
Jacobs comenzó a estudiar actuación a los ocho años, y asistió a clases de actuación los sábados en el centro artístico Pittsburgh Playhouse durante varios años. Actuó en obras del Pittsburgh Public Theater (Teatro público de Pittsburgh), entre las que se destaca una producción de Sueño de una noche de verano, en la que interpretó el papel de Titania.
Después de graduarse de la escuela secundaria de Mt. Lebanon en el año 2000, Jacobs se mudó a Nueva York para estudiar actuación en la reconocida Escuela Juilliard, donde fue miembro del Grupo 33 de la División de Drama. Se graduó con un título en Bellas Artes en 2004.

## Carrera
Gillian debutó en el cine interpretando el papel de Katie en la película Building Girl de 2005, con Shari L. Carpenter como directora.
Su primer papel en televisión fue como Adele Congreve en la serie de televisión The Book of Daniel. A pesar de que personificó a Kimberly en el piloto de la serie Traveler, su participación en ésta fue descartada cuando la cadena ABC adquirió la serie. Posteriormente, hizo apariciones especiales en Law & Order: Criminal Intent y Fringe. 
En 2006, participó en una producción Off-Off-Broadway del dramaturgo Chris Denham. Mientras que la reacción crítica general a la obra fue negativa, ella ganó elogios en varios estudios. El New York Times recomendó a los lectores que se aseguraran de recordar el nombre de Gillian Jacobs.
Entre 2007 y 2008 participó en algunas obras teatrales. En 2009 consiguió el papel que la lanzó a la fama, encarnando a Britta Perry en la serie de comedia Community.
En 2015 participó en la película de comedia Hot Tub Time Machine 2, junto a Craig Robinson, Clark Duke y Rob Corddry.
En 2016 obtuvo el que sería otro de sus roles más relevantes, el de Mickey Dobbs en la comedia romántica de Netflix Love, que protagonizó durante las tres temporadas que la serie estuvo en emisión.
En 2018 regresa con la comedia de enredo sin pretensiones Ibiza, también de Netflix, dirigida por Alex Richanbach, y la cual trata sobre un viaje de trabajo que se convierte en un viaje de descubrimiento personal, romántico y de mucha fiesta para tres amigas.

## Filmografía

### Cine
| Año  | Título                           | Rol                      | Notas |
| ---- | -------------------------------- | ------------------------ | --- |
| 2005 | Building Girl                    | Katie                    | |
| 2007 | Up All Night                     | Marni                    | Película para televisión |
| 2007 | Blackbird                        | Froggy                   | |
| 2008 | Choke                            | Cherry Daiquiri / Beth   | |
| 2008 | Gardens of the night             | Leslie                   | |
| 2009 | The Box                          | Dana                     | |
| 2009 | Solitary Man                     | Estudiante universitaria | |
| 2010 | Helena from the Wedding          | Helena                   | |
| 2011 | Nonames                          | CJ                       | Phoenix Film Festival – Special Jury Award for Acting Achievement Phoenix Film Festival – Copper Wing Award for Best Ensemble Method Fest Best Actress Award |
| 2011 | Watching TV with the Red Chinese | Suzanne                  | |
| 2011 | Coach                            | Zoe                      | |
| 2014 | Walk of Shame                    | Rose                     | |
| 2015 | No Way Jose                      | Penny                    | |
| 2015 | Hot Tub Time Machine 2           | Jill                     | |
| 2016 | Don't Think Twice                | Samantha                 | |
| 2018 | Life of the Party                | Helen                    | |
| 2018 | Ibiza                            | Harper                   | |
| 2020 | Come Play                        | Sarah                    | |
| 2021 | Fear Street Part One: 1994       | Christine "Ziggy" Berman | |
| 2021 | Fear Street Part Two: 1978       | Christine "Ziggy" Berman | |
| 2021 | Fear Street Part Three: 1666     | Christine "Ziggy" Berman | |

### Televisión
| Año           | Título                       | Rol              | Notas                                |
| ------------- | ---------------------------- | ---------------- | ------------------------------------ |
| 2006          | The Book of Daniel           | Adele Congreve   | 10 episodios                         |
| 2007          | Traveler                     | Kimberly         | 1.01 "Pilot"                         |
| 2008          | Fringe                       | Joanne Ostler    | 1.08 "The Equation"                  |
| 2009          | Law & Order: Criminal Intent | Sue Smith        | 8.02 "Rock Star"                     |
| 2009          | Royal Pains                  | Tess Frimoli     | 1.02 "There Will be Food"            |
| 2009          | The Good Wife                | Sonia            | 1.01 "Pilot"                         |
| 2009–2015     | Community                    | Britta Perry     | Protagonista (110 episodios)         |
| 2016-2018     | Love                         | Mickey Dobbs     | Protagonista (34 episodios)          |
| 2016          | Girls                        | Mimi-Rose Howard |                                      |
| 2017          | Rick and Morty               | Supernova        | Episodio: "The Return of Worldender" |
| 2021-presente | Invincible                   | Atom Eve         | Voz                                  |
| 2022          | Minx                         | Maggie           | 2 episodios                          |
| 2023          | Transatlantic                | Mary Jayne Gold  | Protagonista                         |
| 2023          | The Bear                     | Tiff             | 2 episodios                          |